# Songs from Mr. Music
Songs from Mr. Music – studyjny album Binga Crosby’ego, The Andrews Sisters i Dorothy Kirsten wydany w 1950 roku, zawierający utwory zaprezentowane w filmie Mr. Music.

## Lista utworów
Wszystkie piosenki zostały napisane przez Jimmy'ego Van Heusena (muzyka) i Johnny'ego Burke'a (teksty).
Utwory te znalazły się na czteropłytowym, 78-obrotowym zestawie, Decca Album No. A-790.
płyta 1
(24 marca 1950)
| 1. | „Life Is So Peculiar” (Bing Crosby i The Andrews Sisters) | 2:48  |
|    |                                                           |       |
| 2. | „High on the List” (Bing Crosby i The Andrews Sisters)    | 3:01  |
|    |                                                           |       |
|    |                                                           | 05:49 |
|    |                                                           |       |
płyta 2
(21 czerwca 1950)
| 1. | „And You’ll Be Home” (Bing Crosby)    | 3:08  |
|    |                                       |       |
| 2. | „Accidents Will Happen” (Bing Crosby) | 2:47  |
|    |                                       |       |
|    |                                       | 05:55 |
|    |                                       |       |
płyta 3
(21 czerwca 1950)
| 1. | „Once More the Blue and White” (Bing Crosby) | 1:58  |
|    |                                              |       |
| 2. | „Wouldn’t It Be Funny” (Bing Crosby)         | 2:49  |
|    |                                              |       |
|    |                                              | 04:47 |
|    |                                              |       |
płyta 4
(11 kwietnia 1950)
| 1. | „Accidents Will Happen” (Bing Crosby i Dorothy Kirsten) | 2:38  |
|    |                                                         |       |
| 2. | „Milady” (Bing Crosby i Dorothy Kirsten)                | 3:00  |
|    |                                                         |       |
|    |                                                         | 05:38 |
|    |                                                         |       |